# Deux Billets pour Mexico
Pour plus de détails, voir Fiche technique et Distribution.
Deux Billets pour Mexico est un film d'espionnage franco-italo-allemand réalisé par Christian-Jaque en 1967.

## Synopsis
Un truand dérobe, sans le vouloir, une mallette remplie de documents top secret.

## Fiche technique
- Titre original français : Deux Billets pour Mexico ou Qui veut tuer Carlos ?
- Titre italien : Segreti che scottano
- Titre allemand : Geheimnisse in goldenen Nylons
- Réalisation : Christian-Jaque
- Scénario : Christian-Jaque, Michel Lévine d'après le roman Dead Run de Robert Sheckley
- Musique : Gérard Calvi
- Photographie : Pierre Petit
- Montage : Jacques Desagneaux et Alfred Srp
- Société de production : CCC-Film, Société Nouvelle de Cinématographie, TC Trickstudio, Metheus Film, CGRC et Intermondia Films
- Pays d'origine :  France |  Italie |  Allemagne de l'Ouest
- Genre : Drame et thriller
- Tournage : du 14 février 1967 au 11 avril 1967
- Durée : 92 minutes
- Dates de sortie : 
  - France : 11 août 1967
  - Italie : 21 septembre 1967
  - Allemagne de l'Ouest : 21 septembre 1967

## Distribution
- Peter Lawford : Stephen Daine
- Ira von Fürstenberg : Suzanne Belmont
- Georges Géret : Carlos
- Maria Grazia Buccella : Anna
- Werner Peters : Bardieff
- Wolfgang Preiss : Noland
- Eva Pflug : Lili Manchingen
- Jean Tissier : Adelgate
- Horst Frank : Manganne
- Wolfgang Kieling : Wolfgang
- Guy Delorme : un homme de confiance
- Maurice Garrel

## Critiques
Pour le magazine Télé Loisirs, Deux Billets pour Mexico est « d'après un excellent roman de série noire, un film mal réalisé et qui souffre des contraintes de la coproduction : l'interprétation est trop disparate et le réalisateur se laisse tenter par des vues touristiques ».